# ويكيبيديا اللومباردية
ويكيبيديا اللومباردية (اللومباردية:Wikipedia in lombard) هي النسخة اللومباردية من موسوعة ويكيبيديا.

## الإحصائيات
| عدد المستخدمين المسجلين | عدد المستخدمين النشيطين | عدد المقالات | صفحات المحتوى | عدد التعديلات | عدد الملفات المرفوعة | عدد الإداريين |
| ----------------------- | ----------------------- | ------------ | ------------- | ------------- | -------------------- | ------------- |
| 47٬365                  | 60                      | 76٬663       | 148٬763       | 1٬307٬808     | 802                  | 3             |